# Ralph Connor
Ralph Connor (ur. 13 września 1860, zm. 31 października 1937 w Winnipeg) – kanadyjski powieściopisarz.
Ukończył teologię na Knox College. Później przez jakiś czas podróżował po Europie. W 1890 został wyświęcony na prezbiteriańskiego pastora. Początkowo działał w Albercie, później w Winnipeg. W czasie I wojny światowej był kapelanem wojskowym.
Debiutował powieścią Black Rock (1898). Międzynarodową sławę przyniosła mu druga powieść - The Sky Pilot (1899).
Napisał autobiografię Postscript to Adventure, która ukazała się w 1938, rok po śmierci Connora.